# Brian Boydell
Brian Boydell   (17 de març de 1917 - 8 de novembre de 2000) va ser un compositor irlandès que va incloure peces orquestrals, música de cambra i cançons. Va ser professor de música al Trinity College (Dublín) durant 20 anys, fundador del "Dowland Consort", director dels reproductors orquestrals de Dublín i emissor i escriptor prolífic en matèria musical.

## Anys de joventut
Brian Boydell va néixer a Howth, comtat de Dublín, en una pròspera família anglo-irlandesa. El seu pare James va dirigir el negoci de maltes familiars mentre que la seva mare, Eileen Collins, va ser una de les primeres dones graduades del Trinity College. Després del naixement del seu fill, els Boydells es van mudar de Howth i van viure en una successió de cases llogades abans d'instal·lar-se a Shankill, comtat de Dublín. El jove Boydell va començar la seva formació formal al "Monkstown Park" de Dublín i posteriorment va ser enviat a la "Dragon School" d'Oxford. D'allà va anar a Rugby (Warwickshire), on va entrar sota la influència de Kenneth Stubbs, el mestre musical. Tot i que Boydell després va parlar del seu ressentiment davant l'actitud anti-irlandesa que va experimentar a Rugby, va apreciar la molt bona educació en ciències i música que va rebre allà.
Després d'haver completat els estudis secundaris, Boydell va passar l'estiu de 1935 desenvolupant els seus coneixements musicals a Heidelberg (Alemanya), on va escriure les seves primeres cançons i també va estudiar orgue. Va guanyar una beca coral a "Clare College", Cambridge, on, potser per pressió parental, va estudiar ciències naturals, i es va graduar el 1938 amb una titulació de primer nivell.
Tanmateix, el seu amor per la música el va portar al costat del Royal College of Music on va estudiar composició sota Patrick Hadley, Herbert Howells, i Ralph Vaughan Williams. Boydell, que ja era un bon pianista, també es va convertir en un oboista.
En esclatar la Segona Guerra Mundial, Boydell va tornar a Dublín i va obtenir més èxits acadèmics el 1942 amb una llicenciatura en música del "Trinity College". També va prendre més lliçons de composició de John F. Larchet.

## Vida i carrera
La trepidant vida laboral de Boydell va combinar docència, interpretació i composició. Després d'una breu trajectòria en el negoci del seu pare, Boydell es va endinsar en l'escena musical clàssica de Dublín. El 1943, va succeir a Havelock Nelson com a director de les Orquestrals de Dublin, iniciant una associació amb l'orquestra aficionada que perduraria durant un quart de segle (fins al 1966). El 1944 va ser nomenat professor de cant a la "Royal Irish Academy of Music", càrrec que va ocupar durant vuit anys. Juntament amb els companys compositors Edgar M. Deale, Aloys Fleischmann i Frederick May, van fundar el 1948 l'Associació de Música d'Irlanda com a vehicle per promocionar la música clàssica a tot el país.
L'interès de Boydell per la música renaixentista, en particular el madrigal, va conduir el 1959 a fundar la "Dowland Consort", un conjunt vocal amb el qual va actuar durant molts anys i va enregistrar un LP. El 1962, després d'haver obtingut el doctorat en música, va ser nomenat professor de música al "Trinity College" i va renovar immediatament el curs fent-lo més rellevant per a la segona meitat del segle xx. També va trobar temps per a formar part del Consell de les Arts durant els anys seixanta, 70 i principis dels 80.
Les habilitats comunicatives de Boydell combinades amb el seu entusiasme infecciós el van convertir en un emissor natural. L'atractiu dels seus programes sobre la història i la interpretació de la música, primer a RTÉ Radio 1 i després a RTÉ One (canal de TV irlandès), va anar més enllà d'un públic especialitzat i van suposar, per a moltes persones, la seva introducció a un nou món de plaer auditiu.
Boydell tenia molts interessos més enllà de la música. Com a pintor surrealista als anys quaranta (va prendre lliçons de Mainie Jellett), va ser membre del grup "The White Stag". També era un apassionat dels cotxes i la fotografia.

## Anys finals
Després de retirar-se de Trinity com a company emèrit. Boydell es va dedicar a la beca musical, escrivint dos llibres sobre la música de Dublín del segle xviii. També va contribuir al "New Grove Dictionary of Music and Music". Va ser elegit a Aosdána (és una institució irlandesa que s'ocupa de distingir als artistes destacats d'aquesta nacionalitat. Va ser creada el 1981 a iniciativa d'un grup d'escriptors i va comptar amb el suport del consell Arts Council of Ireland. El nombre de membres està limitat actualment a 250; abans de 2005 ho estava a 200.) el 1984.
an.an
Brian Boydell va morir a la seva casa de Howth als 83 anys en companyia de la seva dona de 56 anys, Mary (n. Jones) i els seus fills, Cormac i Barra. Un tercer fill, Marnac, l'havia precedit temps abans.

## Música
Com a jove compositor, Boydell es va veure influït per la música de Delius, Bartók i Sibelius. Volia escriure música irlandesa moderna que seguís la tradició europea. Tot i això, també va intentar evitar la temptació d'incorporar melodies populars a la seva obra per donar-li una identitat nacional distintiva.
El seu primer gran èxit va arribar el 1948 amb In Memoriam Mahatma Gandhi, op. 30, una peça orquestral de 12 minuts escrita en homenatge al líder indi recentment assassinat el qual Boydell admirava. El compositor va dirigir la "Radio Éireann Symphony Orchestra" en la seva estrena a la sala Phoenix de Dublin. El seu primer quartet de corda, Op. 31, que va compondre el 1949, va guanyar el premi de música de cambra Radio Éireann.
Boydell va organitzar una versió orquestral de "Amhrán na bhFiann" (en català, La cançó del soldat o Himne Nacional d'Irlanda) per a RTÉ per al llançament del seu servei de televisió el 1961, que es va interpretar diàriament al final de la retransmissió durant molts anys.
Al llarg de les següents cinc dècades, Boydell va produir una gran varietat de música, que abastava obres orquestrals com el seu Concert per a violí, Op. 36 i Masai Mara, op. 87 a composicions més íntimes per a instruments de veu o solista. Un exemple d'aquest últim és la seva obra per a arpa A Pack of Fancies for a Travelling Harper, op. 66, es va estrenar al Festival de Dublín de Música del segle XX el 1971.
El seu treball final, una breu composició per a grup de metall titulat Viking Lip-Music, Op. 91, va rebre la seva estrena pel "Royal Danish Brass Ensemble"" al Centre d'Arts de Drogheda el novembre de 1996 amb el compositor assistent.

Durant els seus últims anys, Boydell va veure el seu lloc en el món més gran de la música del final del segle XX amb un cert despreniment descarat i declarava.
| « | <"Ara m'he convertit en una antiga boira, però als anys quaranta vaig ser considerat com el noi entremaliat de la música temiblement moderna." | » |